# Придворица (Бойник)
Придворица (серб. Придворица) — населённый пункт в общине Бойник Ябланичского округа Сербии.

## Население
Согласно переписи населения 2002 года, в селе проживал 951 человек (919 сербов, 30 цыган, 1 македонец и 1 указавший региональную принадлежность).
| Численность населения | Численность населения | Численность населения | Численность населения | Численность населения | Численность населения | Численность населения | Численность населения |
| 1948                  | 1953                  | 1961                  | 1971                  | 1981                  | 1991                  | 2002                  | 2011                  |
| --------------------- | --------------------- | --------------------- | --------------------- | --------------------- | --------------------- | --------------------- | --------------------- |
| 854                   | 910                   | 939                   | 982                   | 942                   | 956                   | 951                   | 876                   |

## Религия
В селе расположен храм Святого Архангела Гавриила — центр Бойницкого (Придворицкого) прихода Ябланичского архиерейского наместничества Нишской епархии.